# Zumiao
Zumiao (kinesiska: 祖庙) är ett stadsdelsdistrikt (jiedao) i sydöstra Kina. Det ligger i stadsdistriktet Chancheng i staden Foshan i  provinsen Guangdong, omkring 18 kilometer sydväst om provinshuvudstaden Guangzhou. Antalet invånare är 416 800. Befolkningen består av 207 075 kvinnor och 209 725 män. Barn under 15 år utgör 11,0 %, vuxna 15-64 år 80 %, och äldre över 65 år 8,0 %.